# John Acland
Sir John Hugh Bevil Acland, KCB, CBE, DL (* 26. November 1928 in London; † 17. November 2006) war ein britischer Generalmajor.

## Leben
Acland war der erste Sohn von Brigadegeneral Peter Acland und dessen Ehefrau Bridget Susan Barnett. Sein jüngerer Bruder Antony Acland war Diplomat und unter anderem Botschafter in Luxemburg, Spanien und den USA sowie zwischenzeitlich von 1982 bis 1986 Ständiger Unterstaatssekretär (Permanent Under-Secretary of State) und damit höchster Beamter des Außenministeriums. Er selbst begann nach dem Besuch des renommierten Eton College 1946 eine Kadettenausbildung an der Royal Military Academy Sandhurst und trat nach dem Abschluss der Ausbildung 1948 als Second Lieutenant des Garderegiments Scots Guards in die British Army ein. In der Folgezeit nahm er an Kampfeinsätzen gegen die Guerilla-Bewegung Malayan Races Liberation Army (MNLA) in der Föderation Malaya teil und wurde 1950 zum Lieutenant sowie 1954 zum Captain befördert. Nach einem Einsatz während des Zypernkonfliktes 1957 war er zwischen 1957 und 1959 Stallmeister von Henry, 1. Duke of Gloucester.
Nach dem Besuch des Staff College Camberley von 1959 bis 1961 wurde er 1961 zum Major befördert. Im Anschluss nahm er an Einsätzen während des Mau-Mau-Krieges in Kolonie Kenia sowie 1964 an der Bekämpfung des von John Okello angeführten Staatsstreich auf dem Sansibar-Archipel teil. Er war anschließend zwischen 1964 und 1966 Brigademajor der zur Rheinarmee gehörenden 4. Gepanzerten Gardebrigade (4th Guards Armoured Brigade). Nach seiner Beförderung zum Lieutenant-Colonel 1967 fungierte er von 1968 bis 1971 als Kommandeur (Commanding Officer) des 2. Bataillon der Scots Guards und nahm mit seiner Einheit an Einsätzen im Nordirlandkonflikt 1969 teil. Er fand danach zwischen 1972 und 1974 Verwendung als Offizier in der Abteilung Waffenversorgung beim Chef des Generalstabes im Verteidigungsministerium.
1975 wurde Acland zum Brigadier befördert und verblieb zunächst im Generalstab. Im Anschluss übernahm er von 1976 bis 1978 den Posten als stellvertretender Kommandeur der britischen Streitkräfte in Zypern BFC (British Forces Cyprus) und war damit Vertreter von Air Vice Marshal Roy Austen-Smith. Zugleich war er in Personalunion zwischen 1976 und 1978 Kommandeur der dort stationierten britischen Landstreitkräfte. Nach seiner Rückkehr fungierte er von 1978 bis 1981 als Kommandeur (General Officer Commanding) des zum Heimatkommando gehörenden Militärbezirks Südwest (South West District). 1978 wurde er Commander des Order of the British Empire (CBE). Darüber hinaus fungierte er während des Übergangsprozesses der Kronkolonie Südrhodesien zur Republik Simbabwe zwischen 1979 und 1980 als Kommandeur der Beobachtungstruppen des Commonwealth of Nations sowie zugleich als Militärberater von Christopher Soames, der von 1979 bis 1980 letzter Gouverneur von Südrhodesien war. 1980 wurde er als Knight Commander des Order of the Bath (KCB) geadelt und führte fortan das Prädikat „Sir“. 1981 schied er als Major-General aus dem aktiven Militärdienst aus.
Acland war als Nachfolger von Lewis Clifford, 13. Baron Clifford of Chudleigh 1983 bis zu seiner Ablösung durch General John Waters 1992 Ehrenoberst (Honorary Colonel) der Royal Devon Yeomanry sowie als Nachfolger von Major James Morrison von 1989 bis zu seiner ebenfalls durch General John Waters erfolgten Ablösung 1992 auch Ehrenoberst der Royal Wessex Yeomanry. Des Weiteren wurde er 1985 Ehrenoberst des Offiziersausbildungskorps OTC der University of Exeter und wurde 1984 Deputy Lieutenant (DL) sowie 1986 High Sheriff der Grafschaft Devon. 1995 wurde er schließlich Vize-Lord Lieutenant der Grafschaft Devon.
Er war seit dem 12. November 1953 bis zu seinem Tod am 17. November 2006 mit Myrtle Christian Euing Crawford verheiratet, eine Tochter von Brigadier Alistair Wardrop Euing Crawford. Aus dieser Ehe gingen der Sohn Peter John Acland und die Tochter Victoria Susan Acland hervor.